# Gran Premio Montelupo
Der Gran Premio Montelupo war ein italienisches Straßenradrennen, das von 1965 bis 1984 in der Umgebung von Montelupo Fiorentino in der Toskana veranstaltet wurde.

## Geschichte
Das Rennen hatte dreizehn Auflagen. Die Strecke variierte zwischen 176 und 220 Kilometern und führte quer durch die Region rund um Mirandola. Es fand jeweils im April oder auch im Juni statt. Die Premiere des Rennens war 1965, die letzte Austragung war 1984.

## Sieger
- 1965  Michele Dancelli
- 1966  Franco Cribiori
- 1967  Wladimiro Panizza
- 1968  Ugo Colombo
- 1969  Franco Bitossi
- 1970  Giancarlo Polidori
- 1971  Ottavio Crepaldi
- 1972  Davide Boifava
- 1973  Italo Zilioli
- 1974  Marino Basso
- 1975  Roger De Vlaeminck
- 1976  Roger De Vlaeminck
- 1977  Giovanni Battaglin
- 1978  Carmelo Barone
- 1979  Leonardo Mazzantini
- 1980  Gianbattista Baronchelli
- 1981  Pierino Gavazzi
- 1982  Palmiro Masciarelli
- 1983  Ennio Salvador
- 1984  Ennio Salvador